# سونیا اسمیتس
سونیا اسمیتس (انگلیسی: Sonja Smits؛ زادهٔ ۸ سپتامبر ۱۹۵۸) هنرپیشه تلویزیون اهل کانادا است. از فیلم‌های وی می‌توان به ویدئودروم به کارگردانی دیوید کراننبرگ اشاره کرد. او همچنین در فیلم مالک ماهونی و نحوه برخورد بازی کرده‌است.

## زندگی خصوصی
او با تهیه‌کننده کانادایی، سیتون مک‌لین، ازدواج کرد و حاصل این این ازدواج دو فرزند بود.